# Dodecágono
Un dodecágono, en la geometría, es un polígono de 12 lados y 12 vértices. Si al prolongar un lado, toda la figura queda exactamente en uno de los semiplanos determinados por el lado y sus prolongaciones, el polígono es convexo. En el caso de que exista un lado con sus prolongaciones tal que la figura se sitúe en los dos semiplanos definidos por tal lado y sus prolongaciones, el polígono es cóncavo.
La suma de sus ángulos interiores es de 1800°.

## Propiedades
Un dodecágono tiene 54 diagonales, resultado que se puede obtener aplicando la ecuación general para determinar el número de diagonales de un polígono, {\displaystyle D=n(n-3)/2}; siendo el número de lados {\displaystyle n=12}, se tiene que:
{\displaystyle D={\frac {12(12-3)}{2}}=54}
La suma de todos los ángulos internos de cualquier dodecágono es 1800 grados o {\displaystyle 10\pi } radianes.

 El ángulo central de un dodecágono regular es de 30°.
El número de puntos en que se intersecan las diagonales de un dodecágono regular es 495.

## Dodecágono regular

Un dodecágono regular y sus ángulos principales

Un dodecágono regular es un dodecágono con igual longitud en todos sus lados y cuyos ángulos internos tienen todos la misma medida: 150° o {\displaystyle 5\pi /6} rad. Cada ángulo externo del dodecágono regular mide 30° o {\displaystyle \pi /6} rad.
Un dodecágono regular tiene símbolo de Schläfli {12} y puede ser construido como un hexágono truncado, t{6}, o un triángulo doblemente truncado, tt{3}.

### Perímetro
El perímetro de un dodecágono regular de lado {\displaystyle t} es
{\displaystyle P=12\cdot t}
O bien, en términos del circunradio {\displaystyle r} es
{\displaystyle {\begin{aligned}P&=24r\tan \left({\frac {\pi }{12}}\right)=12r{\sqrt {2-{\sqrt {3}}}}\\&\simeq 6.21165708246\,r\end{aligned}}}

### Área
El área de un dodecágono regular de lado {\displaystyle t} es
{\displaystyle A={\frac {3\cdot t^{2}}{\tan({\frac {\pi }{12}})}}=t^{2}\cdot (6+3{\sqrt {3}})\simeq 11,1962\ t^{2}}
donde {\displaystyle \pi } es la constante pi y {\displaystyle \tan } es la función tangente calculada en radianes. 
O bien, en función de la apotema {\displaystyle a} y del lado {\displaystyle t} del dodecágono, 
{\displaystyle A={\frac {P\cdot a}{2}}={\frac {12\cdot t\cdot a}{2}}=6\cdot t\cdot a}
También, en función de únicamente la apotema {\displaystyle a},
{\displaystyle A=a^{2}\cdot (24-12{\sqrt {3}})}
Y, finalmente, en función del radio {\displaystyle r} del circunferencia circunscrita al dodecágono,
{\displaystyle A=3r^{2}}
Su área representa los {\displaystyle {\frac {2}{\sqrt {3}}}} del área del hexágono regular inscrito en la misma circunferencia.

## Construcción de dodecágono
Como 12=22×3, el dodecágono regular es construible usando regla y compás:

## Disección
| Hipercubo | Disección en 15 rombos | Disección en 60 rombos | Disección en 60 rombos | Disección en 60 rombos | Disección en 60 rombos |
| --------- | ---------------------- | ---------------------- | ---------------------- | ---------------------- | ---------------------- |
|           |                        |                        |                        |                        |                        |
|           |                        |                        |                        |                        |                        |

Dodecágono isotoxal

Harold Scott MacDonald Coxeter estableció que cada zonágono (un 2m-gono cuyos lados opuestos son paralelos y de igual longitud) se puede diseccionar en m(m-1)/2 paralelogramos.
En particular, esto es cierto para polígonos regulares con muchos lados, en cuyo caso los paralelogramos son todos rombos. Para el dodecágono regular, m=6, se puede dividir en 15 figuras: 3 cuadrados, 6 rombos anchos de 30° y 6 rombos estrechos de 15°. Esta descomposición se basa en una proyección según el polígono de Petrie de un hexeracto, con 15 de sus 240 caras. La secuencia OEIS (sucesión A006245 en OEIS) define el número de soluciones como 908, incluidas rotaciones de hasta 12 veces y formas quirales en reflexión.
| hexeracto |  |  |  |  |  |
|           |  |  |  |  |  |

Una de las formas en que se utilizan es como bloques patrón en matemática manipulativa, creando distintos dodecágonos diferentes a partir de otras figuras. Están relacionados con las disecciones rómbicas, con 3 rombos de 60° fusionados en hexágonos, trapecios de medio hexágono o divididos en 2 triángulos equiláteros.
| Regular | Regular | Bloques patrón |
| ------- | ------- | -------------- |
|         |         |                |

## Simetría

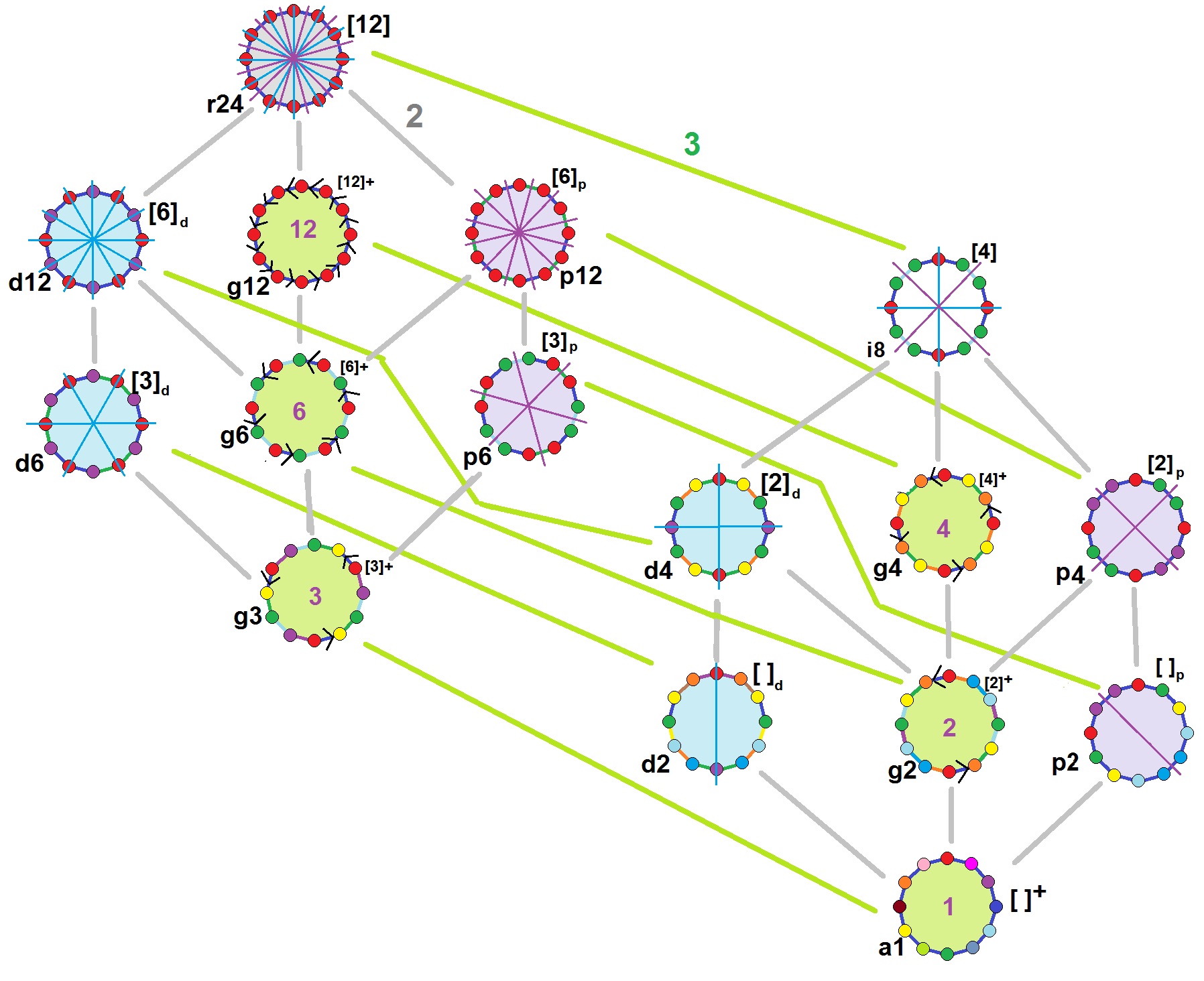
Simetrías de un dodecágono regular. Los vértices están coloreados según sus posiciones de simetría. Los ejes de simetría azules se dibujan a través de vértices y los morados son perpendiculares a los lados. Los órdenes de las simetrías de giro se anotan en el centro

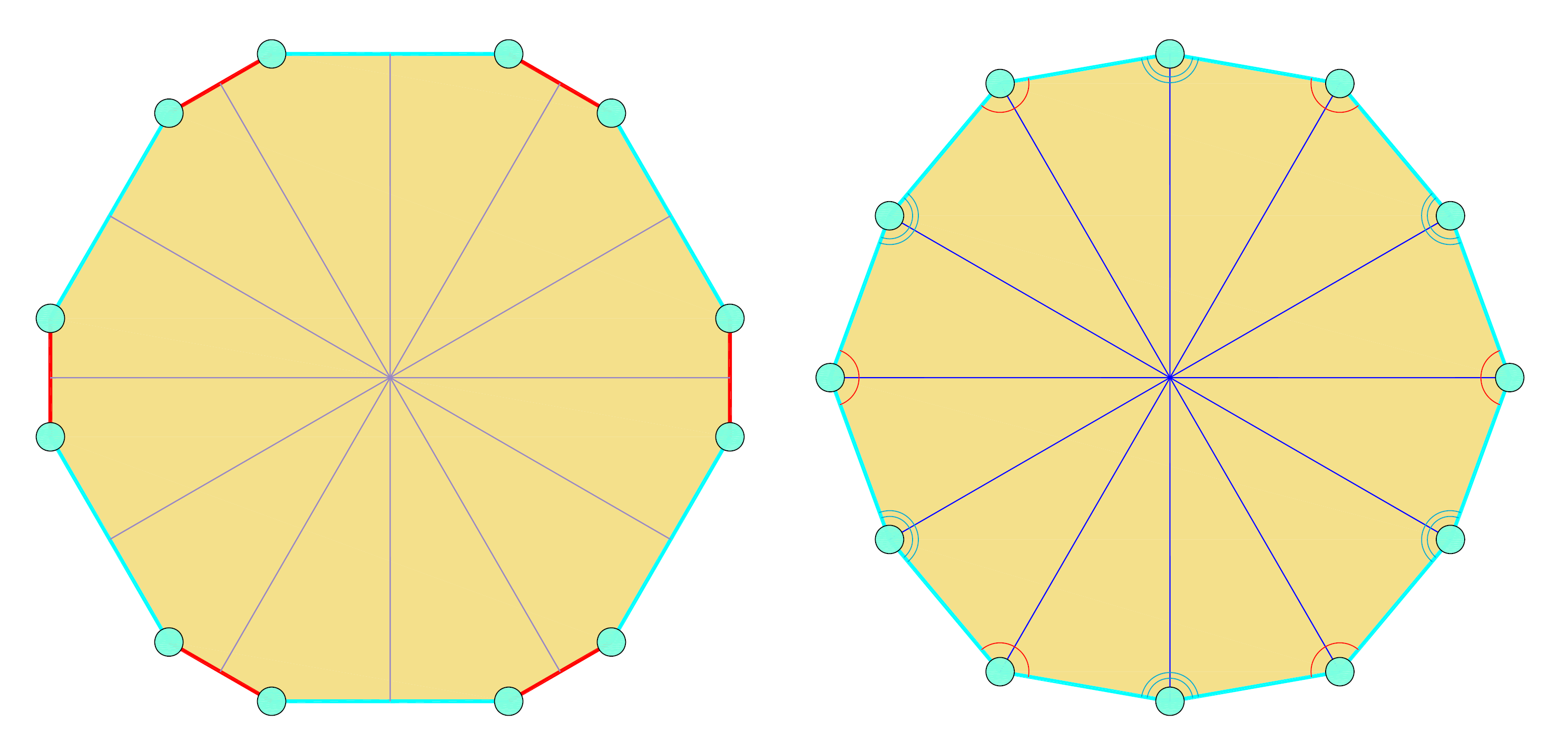
Dodecágonos tipos p12 y d12, duales entre sí. En el p12, todos los ángulos internos son iguales, pero los lados cian miden el doble que los lados rojos. En el d12, todos los lados miden lo mismo, pero los ángulos internos cian son más amplios que los rojos

El dodecágono regular posee simetría diedral Dih12 de orden 24. Incluye 15 subgrupos distintos de simetrías diedrales y cíclicas. 
John Conway clasificó estas simetrías usando una letra y el orden de la simetría a continuación. Asignó la letra r al grupo de simetría de la figura regular; y en el caso de los subgrupos utilizó la letra d (de diagonal) para las figuras con ejes de simetría solo a través de sus vértices; p para figuras con ejes de simetría solo a través de ejes perpendiculares a sus lados; i para figuras con ejes de simetría tanto a través de vértices como a través de centros de lados; y g para aquellas figuras solo con simetría rotacional. Con a1 se etiquetan aquellas figuras con ausencia de simetría. Los tipos de simetrías más bajos permiten disponer de uno o más grados de libertad para definir distintas figuras irregulares. Solo el subgrupo g12 no tiene grados de libertad, pero puede verse como un grafo dirigido. (Véase un ejemplo en la Teoría de grupos de John Conway)
| Ejemplos de dodecágonos según su simetría | Ejemplos de dodecágonos según su simetría | Ejemplos de dodecágonos según su simetría | Ejemplos de dodecágonos según su simetría | Ejemplos de dodecágonos según su simetría | Ejemplos de dodecágonos según su simetría | Ejemplos de dodecágonos según su simetría |
| r24                                       | r24                                       | r24                                       | r24                                       | r24                                       | r24                                       | r24                                       |
| d12                                       | g12                                       | p12                                       |                                           | i8                                        | i8                                        | i8                                        |
| d6                                        | g6                                        | p6                                        | d4                                        | g4                                        | p4                                        |                                           |
| g3                                        | g3                                        | g3                                        | d2                                        | g2                                        | p2                                        |                                           |
| a1                                        | a1                                        | a1                                        | a1                                        | a1                                        | a1                                        | a1                                        |
| ----------------------------------------- | ----------------------------------------- | ----------------------------------------- | ----------------------------------------- | ----------------------------------------- | ----------------------------------------- | ----------------------------------------- |

## Teselados
Una combinación de dodecágonos regulares con otros polígonos regulares puede rellenar el plano de 4 formas:
|         |        |          |          |
| 3.12.12 | 4.6.12 | 3.3.4.12 | 3.4.3.12 |

Se muestran 3 ejemplos de teselados regulares que utilizan dodecágonos regulares, definidos por su configuración de vértices:
| 1-uniforme | 1-uniforme | 2-uniforme        |
| ---------- | ---------- | ----------------- |
| 3.12.12    | 4.6.12     | 3.12.12; 3.4.3.12 |

## Dodecágono alabeado

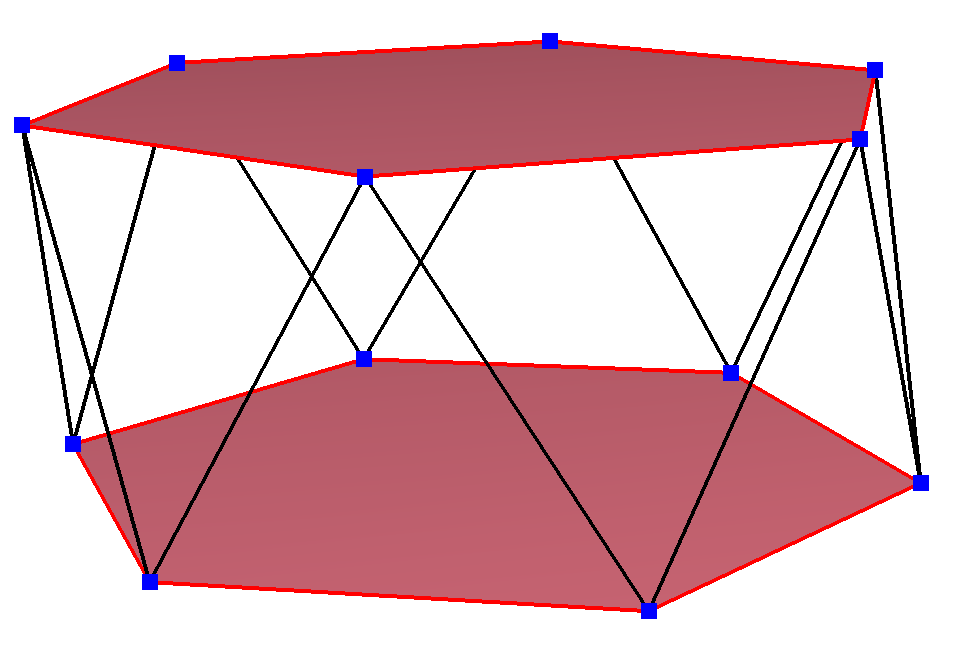
Un dodecágono oblicuo regular visto como los bordes en zig zag (aristas negras) de un antiprisma hexagonal

Un dodecágono alabeado es un polígono alabeado con 12 vértices y aristas, pero que no están situadas en el mismo plano. El interior de tal dodecágono no está generalmente definido. Un "dodecágono en zig-zag alabeado" tiene vértices que se alternan entre dos planos paralelos.
Un polígono alabeado es una figura isogonal con longitudes de arista iguales. En 3 dimensiones será un dodecágono alabeado en zig-zag y se puede ver en los vértices y aristas laterales de un antiprisma hexagonal con la misma simetría D5d, [2+, 10], de orden 20. El antiprisma dodecagrámico, s {2,24/5} y antiprisma cruzado dodecagrámico, s{2,24/7} también incluyen dodecágonos alabeados regulares.

### Polígonos de Petrie
El dodecágono regular es el polígono de Petrie para muchos politopos de dimensiones superiores, visto como proyecciones sobre el plano de Coxeter. Ejemplos en 4 dimensiones son el icositetracoron, el 24-cell snub, el 6-6 duoprisma y la 6-6 duopirámide. En 6 dimensiones, el hexeracto, el 6-ortoplex, el 221, y el 122. También es el polígono de Petrie para el gran 120-cell y para el gran 120-cell estrellado.
| Dodecágonos alabeados regulares en dimensiones más altas | Dodecágonos alabeados regulares en dimensiones más altas | Dodecágonos alabeados regulares en dimensiones más altas | Dodecágonos alabeados regulares en dimensiones más altas | Dodecágonos alabeados regulares en dimensiones más altas | Dodecágonos alabeados regulares en dimensiones más altas |
| E6                                                       | E6                                                       | F4                                                       | F4                                                       | 2G2 (4D)                                                 | 2G2 (4D)                                                 |
| -------------------------------------------------------- | -------------------------------------------------------- | -------------------------------------------------------- | -------------------------------------------------------- | -------------------------------------------------------- | -------------------------------------------------------- |
| 221                                                      | 122                                                      | icositetracoron                                          | 24-cell snub                                             | 6-6 duopirámide                                          | 6-6 duoprisma                                            |
| A11                                                      | D7                                                       | D7                                                       | B6                                                       | B6                                                       |                                                          |
| símplex                                                  | (411)                                                    | 141                                                      | 6-ortoplex                                               | hexeracto                                                |                                                          |

## Figuras relacionadas
Un dodecagrama es un polígono en estrella de 12 lados, representado por el símbolo {12/n}. Existe una estrella regular: {12/5}, que usa los mismos vértices, pero conecta cada quinto punto. También hay tres compuestos: {12/2} se reduce a 2{6} como dos hexágonos, y {12/3} se reduce a 3{4} como tres cuadrados, {12/4} se reduce a 4 {3} como cuatro triángulos, y {12/6} se reduce a 6{2} como seis dígonos degenerados.
| Estrellas y compuestos | Estrellas y compuestos | Estrellas y compuestos | Estrellas y compuestos | Estrellas y compuestos | Estrellas y compuestos | Estrellas y compuestos |
| n                      | 1                      | 2                      | 3                      | 4                      | 5                      | 6                      |
| Forma                  | Polígono               | Compuestos             | Compuestos             | Compuestos             | Polígono de estrella   | Compuesto              |
| ---------------------- | ---------------------- | ---------------------- | ---------------------- | ---------------------- | ---------------------- | ---------------------- |
| Imagen                 | {12/1} = {12}          | {12/2} or 2{6}         | {12/3} or 3{4}         | {12/4} or 4{3}         | {12/5}                 | {12/6} or 6{2}         |

Los truncamientos más profundos del dodecágono regular y los dodecagramas pueden producir formas poligonales de estrellas intermedias isogonales (figura isogonal) con vértices espaciados iguales y dos longitudes de borde. Un hexágono truncado es un dodecágono, t{6} = {12}. Un hexágono cuasitruncado, invertido como {6/5}, es un dodecagrama: t{6/5} = {12/5}.
| Truncamientos de vértice del hexágono transitivos | Truncamientos de vértice del hexágono transitivos | Truncamientos de vértice del hexágono transitivos | Truncamientos de vértice del hexágono transitivos |
| Cuasirregular                                     | Isogonal                                          | Isogonal                                          | Cuasirregular                                     |
| ------------------------------------------------- | ------------------------------------------------- | ------------------------------------------------- | ------------------------------------------------- |
| t{6}={12}                                         |                                                   |                                                   | t{6/5}={12/5}                                     |

## Ejemplos
En una tipografía recta, las letras mayúsculas E, H y X (e I en algunas fuentes de palo seco) tienen contornos dodecagonales. Una cruz formada por dos rectángulos cruzados es un dodecágono, al igual que el logotipo de la división de automóviles Chevrolet.

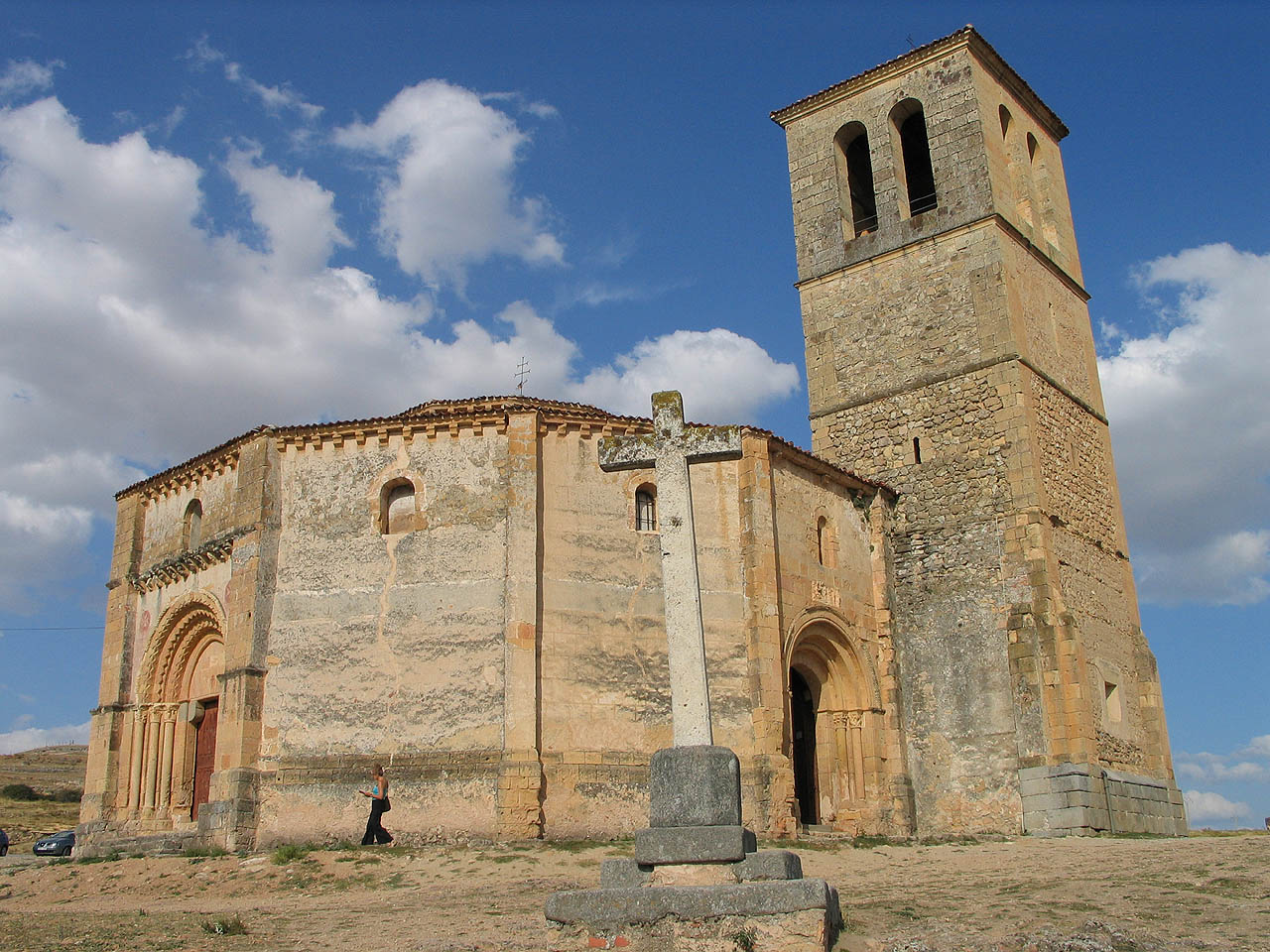
Iglesia de la Vera Cruz (Segovia)

El dodecágono regular ocupa un lugar destacado en muchos edificios. La Torre del Oro es una atalaya militar dodecagonal situada en Sevilla, al sur de España, construida durante la época del imperio almohade. La iglesia de la Vera Cruz de principios del siglo XIII en Segovia, también en España, es dodecagonal. Otro ejemplo es la Porta di Venere (Puerta de Venus), en Spello, Italia. Construida en el siglo I a. C., posee dos torres dodecagonales, llamadas "Torres de Propercio".

Reverso de una moneda británica de tres peniques (1942)

Entre las monedas dodecagonales regulares, se incluyen:
- Tres peniques, desde 1937 hasta 1971, cuando dejó de ser moneda de curso legal.
- Moneda británica de una libra, introducida en 2017.
- Moneda de 50 centavos australiana
- 50 centavos de Fiyi
- 50-seniti de Tonga, desde 1974
- 50 centavos de las Islas Salomón
- 25 kuna de Croacia
- 500 lei de Rumanía, 2001-2005
- Penique de Canadá, 1982-1996
- 20 đồng de Vietnam del Sur, 1968-1975
- 50 ngwee de Zambia, 1969-1992
- 50 tambala de Malaui, 1986-1995
- 20 centavos de México, 1992-2009